# Frăsinet (gmina w okręgu Teleorman)
Frăsinet – gmina w Rumunii, w okręgu Teleorman. Obejmuje miejscowości Clănița i Frăsinet. W 2011 roku liczyła 2623 mieszkańców. 